# Leonie Bentveld
Leonie Bentveld, née le 17 avril 2004 à Leeuwarden, est une cycliste professionnelle néerlandaise. 
Elle pratique des épreuves de cyclo-cross et de cyclisme sur route.

## Biographie
Chez les juniors (17/18 ans), lors de la saison de cyclo-cross 2021-2022, Leonie Bentveld se révèle en remportant la Coupe du monde, le championnat des Pays-Bas, ainsi que le X²O Badkamers Trofee. Elle est également deuxième du championnat du monde et du championnat d'Europe, à chaque fois devancée par la Britannique Zoe Bäckstedt.
Lors de la saison de cyclo-cross 2022-2023, elle fait ses débuts dans la catégorie des espoirs (moins de 23 ans). Elle devient notamment championnat des Pays-Bas de sa catégorie. Elle est également titrée championne du monde de cyclo-cross en relais mixte avec l'équipe néerlandaise.
Le 3 décembre 2023, elle termine troisième de la manche de Coupe du monde de cyclo-cross à Flamanville, signant son premier podium chez les élites. Grâce à ses nombreux tops 10 en Coupe du monde, elle termine cinquième du général et remporte le classement des espoirs.

## Palmarès en cyclo-cross
- 2021-2022

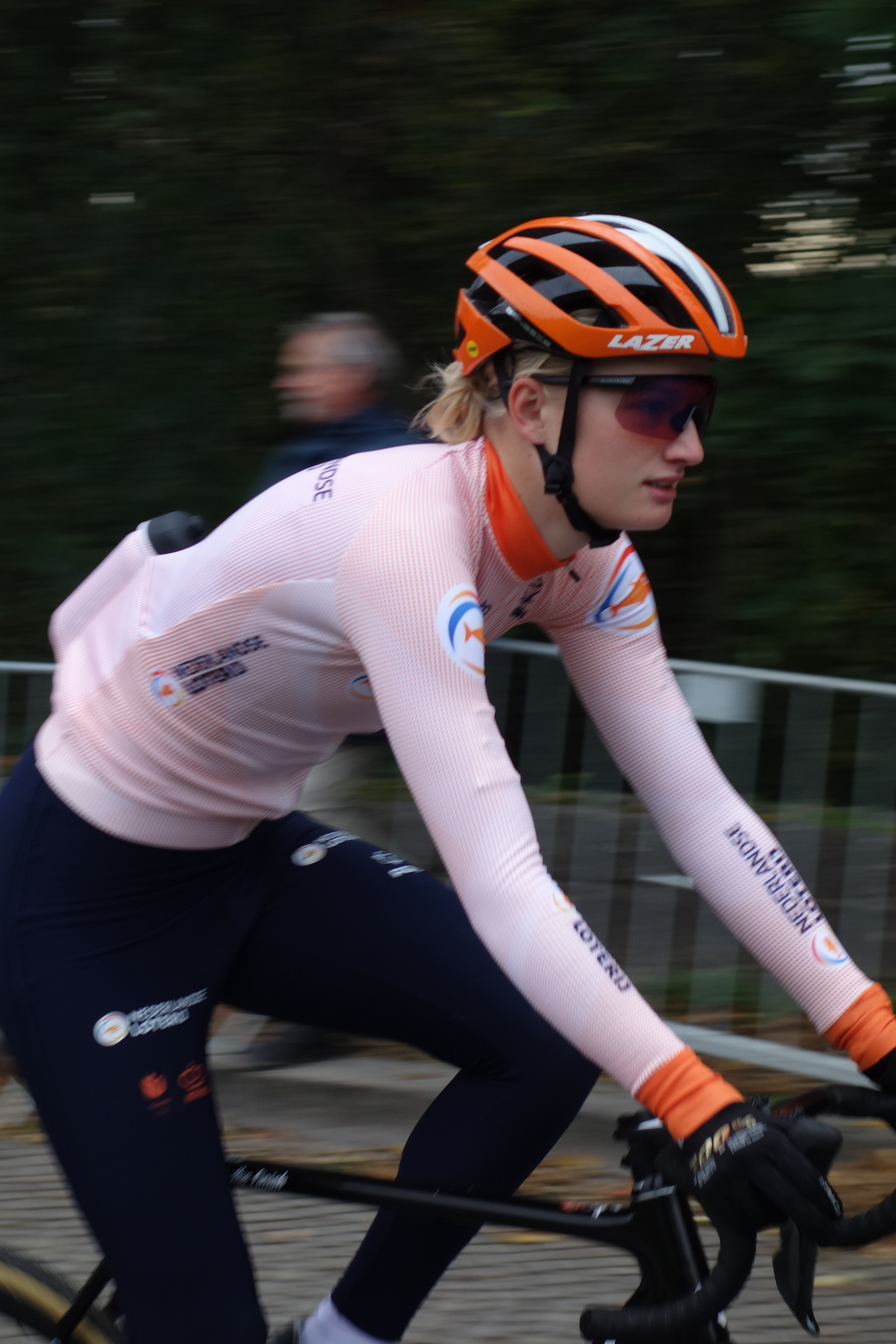
Bentveld avant le départ du championnat d'Europe de cyclo-cross espoirs 2022.

  -  Championne des Pays-Bas de cyclo-cross juniors
  - Classement général de la Coupe du monde de cyclo-cross juniors
    - Coupe du monde de cyclo-cross juniors #4, Flamanville

  - Classement général du X²O Badkamers Trofee juniors
    - X²O Badkamers Trofee juniors #1, Azencross
    - X²O Badkamers Trofee juniors #2, Grand Prix Sven Nys
    - X²O Badkamers Trofee juniors #3, Herentals Crosst

  - Toi Toi Cup juniors #5, Veselí nad Lužnicí
  -  Médaillée d'argent du championnat du monde de cyclo-cross juniors
  -  Médaillée d'argent du championnat d'Europe de cyclo-cross juniors
- 2022-2023
  -  Championne du monde de cyclo-cross en relais mixte
  -  Championne des Pays-Bas de cyclo-cross espoirs
  - Brumath Cross Days
  - 7e du championnat du monde de cyclo-cross espoirs
  - 7e du championnat d'Europe de cyclo-cross espoirs
- 2023-2024
  -  Championne des Pays-Bas de cyclo-cross espoirs
  - Classement général de la Coupe du monde de cyclo-cross espoirs
  -  Médaillée de bronze du championnat du monde de cyclo-cross espoirs
  - 4e du championnat d'Europe de cyclo-cross espoirs
  - 5e de la Coupe du monde de cyclo-cross
- 2024-2025
  - Brumath Bike Festival, Brumath
  -  Médaillée de bronze du championnat du monde de cyclo-cross espoirs
  -  Médaillée de bronze du championnat d'Europe de cyclo-cross espoirs
  - 3e de la Coupe du monde espoirs
  - 10e de la Coupe du monde de cyclo-cross